# Bridport
För andra betydelser, se Bridport (olika betydelser).
Bridport är en stad och civil parish i Dorset i England. Orten har 8 332 invånare (2011). Byn nämndes i Domedagsboken (Domesday Book) år 1086, och kallades då Brideport/Brideporta.